# Hot Wheels (videojuego de 1991)
Hot Wheels es un videojuego de carreras de 1991 desarrollado por Kingfisher Software y publicado por Atari ST User para Atari ST.

## Jugabilidad
Hot Wheels es un juego inspirado en Super Sprint, publicado para la revista ST User. En 15 pistas, uno o dos jugadores intentan terminar primero, ya sea siendo más rápidos que los autos opuestos, o simplemente empujando a los otros autos hacia el borde de la pista o empujándolos hacia los derrames de petróleo, lo que permite que los autos giren sin control por un breve momento. resultando en una pérdida de tiempo valioso. Los niveles son más grandes como una pantalla, con desplazamiento en todas las direcciones, con una pantalla dividida horizontalmente en el modo de dos jugadores.
Las carreteras contienen curvas estrechas y algunas pistas incluyen alternativas, que el jugador puede elegir cuál tomar. No hay modo de carrera, cada pista debe seleccionarse individualmente y el objetivo es ganar este nivel individual.
Hay muchas opciones, se puede deshabilitar las colisiones, los autos controlados por IA, el aceite o la cantidad de rondas requeridas para terminar un nivel.
Se incluye un editor que permite al jugador diseñar sus propias pistas, incluidos los puntos de control y los obstáculos. Los niveles creados se pueden cargar y guardar en el disco.